# Entrambasaguas
Entrambasaguas è un comune spagnolo di 3.496 abitanti situato nella comunità autonoma della Cantabria, comarca di Trasmiera.
È formato da sette nuclei abitati: El Bosque, Entrambasaguas, Hornedo, Hoznayo, Navajeda, Puente Arguero, Santa Marina. Il capoluogo Entrambasaguas, che dà il nome al municipio, dista 25 km da Santander capitale della regione autonoma.
L'ambiente naturale collinare è caratterizzato dalla presenza di molte sorgenti e da una fitta rete di corsi d'acqua, i principali dei quali sono il Mieres e l'Aguanaz. La sua parte a nord denominata Monte Milagro è coperta da boschi di querce, abeti e faggi; nella fauna prevalgono i mammiferi, principalmente caprioli e cinghiali. Si notano poi diverse installazioni di miniere di minerali di ferro e di calcare, oggi abbandonate, e sul fiume Aguanaz ben 14 mulini ad acqua per la produzione della farina di grano oggi non più utilizzati.
Tradizionalmente dedicato all'economia agropecuaria, grazie all'attraversamento del suo territorio dell'autostrada che unisce Santander a Bilbao, il comune ha registrato soprattutto nel poligono industriale di El Bosque l'installarsi di molte piccole aziende a carattere familiare, di due imprese di maggiori dimensioni e di diverse imprese edili che hanno provveduto a costruire abitazioni e alberghi sussidiari alla vicina Santander. Si è pertanto trasformato da paese rurale a moderno centro a economia mista, come fotografa bene la distribuzione della popolazione attiva che vede il 19,6% di addetti all'agricoltura e all'allevamento del bestiame bovino, il 15% all'edilizia, il 17,6% all'industria e artigianato e il 47.6% ai servizi. Tradizionale e rinomato è l'artigianato del legno. Il tasso di occupazione è del 51,5%, poco al disotto del valore medio della Cantabria, che è del 52,5%, il tasso di disoccupazione è dell'11,6%, minore di quello medio della Cantabria che risulta del 14,2%.
La popolazione nell'ultimo secolo è aumentata gradatamente con accelerazione negli ultimi anni grazie all'integrazione del comune nell'area metropolitana di Santander, passando dai 2.236 abitanti del 1900 agli attuali 3.496 e concentrandosi principalmente nel capoluogo.

## Storia
Numerose sono le documentazioni dei diversi siti archeologici del territorio municipale che permettono di definire l'evoluzione della popolazione dal paleolitico superiore all'età storica.
Nel medioevo il territorio municipale fu indicato come Entre amas aguas da cui è derivato il nome di Entrambasaguas, che è citato in un documento del 1210. Fu sotto la signoria della famiglia degli Aguero, con l'esclusione di alcuni centri dipendenti dall'Abadia di santa Maria del Puerto. Queste dipendenze durarono fino al XVII secolo quando il municipio fu integrato nella Junta de Codeyo facendo parte del Corregimiento de las cuatro villas (il corregimiento era una divisione territoriale retta dal corregidor, governatore reale di quel territorio).
Nel 1822 divenne comune costituzionale della provincia di Cantabria. Con la riforma amministrativa del regno di Spagna del 1835 fu incorporata nel comune la località di El Bosque.
La coltivazione delle terre piane e l'allevamento del bestiame vaccino fu l'occupazione prevalente e alla fine degli anni novanta del secolo scorso rappresentò il 41,2% della popolazione attiva che si ridusse all'attuale 19,8% a seguito nella incorporazione del comune nell'area metropolitana di Santander e allo sviluppo industriale. Il numero complessivo delle vacche lattifere presenti nel territorio non diminuì essendosi razionalizzato il loro allevamento con riduzione del personale

## Monumenti e luoghi d'interesse
- Giacimenti archeologici della Cueva de la Encina, della Cueva de los Murciélagos con graffiti e pitture rupestri, del Pico de Nizmaya sulla cui cima sono i resti di un castro cantabro e vestigia medioevali.
- Palacio de los Fernandez de Velasco, dei secoli XVII-XVIII dichiarato BIC (bien de intéres cultural).
- Palacio de Hoyas, del XVII secolo.
- Paalacio de los Acebedo, del XVII secolo dichiarato BIC, in stato di abbandono, sito nel paese di Hoznajo.
- Casa y capilla de los condes de Torrehermosa, del XVII secolo.
- Casona de Manuel Cobo de la Torre, del XVIII secolo a Navajeda.
- Fuente del Francés, del XIX secolo, stabilimento termale in funzione fino agli anni trenta del secolo scorso, poi abbandonato.
- Casas consistoriales, del XIX e XX secolo.
- Iglesia de San Juan, chiesa del XV secolo a El Bosque.
- Iglesia de Santa Juliana, del XVII secolo.
- Iglesia San Mamés, a Navajeda dei secoli XVI e XVII.
- Iglesua de la Asuncion, ad Hoznayo dei secoli XVI-XVII.
- Iglesia parroquial de Mamés, dei secoli XVI-XVII.
- Iglesia de Santa Marina, dei secoli XV-XVI nella località omonima.
- Iglesia de san Vicente Martir, dei secoli XVI-XVII.
- Ermita de san Miguel, santuario del XVI secolo.
- Ermita de San Antonio, della fine del XVI secolo.

## Feste
Oltre alle feste del Natale, dell'Epifania per i bambini, della Settimana Santa di carattere religioso, si distinguono le Fiestas de Santa Marina, a carattere religioso e profano del 18 luglio.